# Ralph Neville (vescovo)
Ralph Neville, citato anche come Ralf Nevill o Ralph de Neville (XII secolo – Londra, 1º febbraio 1244), è stato un vescovo e politico inglese.
Fu vescovo di Chichester dal 1222 circa e Lord cancelliere dal 1226 fino alla morte.

## Biografia
Neville appare per la prima volta nella documentazione storica nel 1207 al servizio di re Giovanni Senzaterra, e rimase al servizio reale per il resto della sua vita. Nel 1213 Neville aveva la custodia del Gran Sigillo d'Inghilterra, sebbene non fosse nominato cancelliere, l'ufficio responsabile del sigillo, fino al 1226. Fu ricompensato con il vescovado di Chichester nel 1222. Sebbene fosse anche per breve tempo arcivescovo eletto di Canterbury e vescovo eletto di Winchester, entrambe le elezioni furono annullate, e non ricoprì nessuno dei due incarichi.
Come custode del sigillo, e successivamente come cancelliere, Neville fu noto per la sua imparzialità e supervisionò una serie di cambiamenti nel modo in cui operava la cancelleria. Neville fu privato del Gran Sigillo nel 1238 dopo aver litigato con il re Enrico III, ma continuò a detenere il titolo di cancelliere fino alla sua morte. Morì nel suo palazzo londinese, costruito in una strada successivamente ribattezzata Chancery Lane, per via del suo legame con la cancelleria.

## Genealogia episcopale
La genealogia episcopale è:
- Cardinale Ottaviano Poli dei conti di Segni
- Papa Innocenzo III
- Cardinale Stephen Langton
- Vescovo Ralph Neville